# Lamentations d'un poil de cul de femme

Lamentations d'un poil de cul de femme est une poésie érotique attribuée à Jules Verne.

## Histoire
Elle a été publiée en 1881 dans Le Nouveau Parnasse Satyrique. La note qui précède la publication ne laisse aucun doute sur l'identité de son auteur.
Le chroniqueur Paul Eudel, grand ami de Jules Verne, écrit aussi en 1909 : « Dans le genre égrillard [...] une autre poésie de Jules Verne, publiée sous le voile de l'anonyme dans Le Parnasse satyrique [...] est d'un érotisme très accentuée... »
Le poème a été réédité en 1979 par Francis Lacassin dans Textes oubliés mais avec des erreurs de retranscriptions. Il a été republié selon l'original en 2014 dans la Revue Jules Verne no 38, précédé d'un poème hommage à Pierre-Jules Hetzel de Charles Baudelaire, édité dans le même numéro du Parnasse satyrique que le texte de Jules Verne.